# Pallamano al XVII Festival olimpico estivo della gioventù europea
Le competizioni di pallamano al XVII Festival olimpico estivo della gioventù europea si sono svolte dal 24 al 29 luglio 2023 a Maribor, in Slovenia

## Podi

### Ragazzi
| Evento                     | Oro      | Argento  | Bronzo   |
| Torneo maschile (dettagli) | Germania | Slovenia | Ungheria |

### Ragazze
| Evento                      | Oro     | Argento | Bronzo  |
| Torneo femminile (dettagli) | Francia | Romania | Polonia |